# Pablo Ruiz Barrero
Pablo Ruiz Barrero (Sevilla, 25 februari 1981) is een gewezen Spaanse verdediger. Hij is een jeugdproduct van Sevilla, en maakte op 20-jarige leeftijd zijn intrede in de B-ploeg Sevilla Atlético (Segunda División B) tijdens het seizoen 2001-2002. Na drie seizoenen deed hij de overstap naar het eerste team Sevilla FC (Primera División), waar hij in 2 seizoenen een totaal van 7 competitiewedstrijden en 2 UEFA cup wedstrijden speelde. Tijdens seizoen 2006-2007 stapte hij over naar Real Murcia (Segunda División B), waar hij nooit een basisplaats afdwong. Na deze moeilijke periode stapte hij nog tweemaal over naar reeksgenoten Córdoba CF (2007-2009) en FC Cartagena (2009-heden), dat promoveerde. Bij deze laatste ploeg was hij tijdens de heenronde zeer belangrijk voor de ploeg totdat hij op het einde van de heenronde gekwetst uitviel en enkel nog de laatste wedstrijd van het seizoen kon meespelen. Ook tijdens het begin van seizoen 2010-2011 had hij nog last van zijn blessure en kon hij maar viermaal aantreden tijdens de heenronde.  Door zijn vele blessures werd zijn contract op het einde van het seizoen niet verlengd.
Op 31 augustus 2011 vond hij uiteindelijk onderdak bij het net naar Segunda División A gepromoveerde CE Sabadell.  Tijdens drie seizoenen zou hij maar 36 keer aantreden.  Na dit contract zette hij een punt achter zijn loopbaan.